# Karlstadi repülőtér
A Karlstadi repülőtér (IATA: KSD, ICAO: ESOK) Svédország egyik nemzetközi repülőtere, amely Karlstad közelében található. Éves utasforgalma 19 840 fő (2022).

## Futópályák
A repülőtér futópályái:
- 03/21 (2516 m, 45 m, aszfalt)
- 03L/21R (561 m, fű)

## Forgalom
Az utasforgalom az elmúlt években az alábbi módon változott:
| Utasok száma | 144 347 | 119 483 | 84 880 | 108 885 | 109 574 | 83 314 | 85 922 | 81 884 | 10 900 | 19 840 |
|              | 2005    | 2007    | 2009   | 2011    | 2013    | 2014   | 2016   | 2018   | 2020   | 2022   |